# Lanxangia thysanochilila
Lanxangia thysanochilila là một loài thực vật có hoa trong họ Gừng. Loài này được Shao Quan Tong và Yong Mei Xia mô tả khoa học đầu tiên năm 1988 dưới danh pháp Amomum thysanochililum. Năm 2018, Mark Fleming Newman và Jana Leong-Škorničková chuyển nó sang chi mới thiết lập là Lanxangia.

## Tên gọi
Tên gọi tiếng Trung là 梳唇砂仁 (shu chun sha ren, sơ thần sa nhân, nghĩa đen là sa nhân môi lược).

## Phân bố và môi trường sống
Loài này được tìm thấy tại miền nam tỉnh Vân Nam, Trung Quốc.
Môi trường sống là rừng, ở cao độ đến 800 m.

## Mô tả
Cây cao 1,5-3 m. Lá không cuống; bẹ lá có sọc rõ nét, màu đỏ ở lá sát gốc; lưỡi bẹ màu ánh nâu, nguyên, 1-1,5 cm, màng, nhẵn nhụi; phiến lá thuôn dài-hình mác, 50-60 × 7-10 cm, nhẵn nhụi, đáy hình nêm, đỉnh hình đuôi dài. Cành hoa gần giống hình đầu, 4,5-5 × 5-6 cm; cuống 2-7 cm, các bẹ giống như vảy màu đỏ nhạt; lá bắc hình trứng-hình tròn hoặc hình trứng, 4,5-5 × 3,5-4 cm; lá bắc con màu đỏ ánh tía với đỉnh màu ánh nâu, hình ống, khoảng 3 cm. Đài hoa màu đỏ ánh tía nhạt, khoảng 3,2 cm, hơi có lông, đỉnh 3 răng. Ống tràng hoa màu hơi vàng, khoảng 2,5 cm, nhẵn nhụi; các thùy màu đỏ ánh tía nhạt, thẳng, dài 2,5-3 cm. Không có nhị lép ở bên. Cánh giữa môi dưới màu vàng với 2 sọc đỏ từ tâm đến gốc, hình trứng ngược, 3,8-4,2 × 2-2,1 cm, đáy thon nhỏ dần, rìa phía xa có lông. Chỉ nhị khoảng 8 mm; bao phấn màu trắng, thẳng, khoảng 1,4 cm; phần phụ liên kết màu trắng, nguyên. Bầu nhụy hơi có lông. Ra hoa tháng 4.